# فورست (شهرستان فوند دو لک)
فورست، شهرستان فوند دو لک (به انگلیسی: Forest) یک شهرک در ایالات متحده آمریکا است که در شهرستان فوند دو لک ایالت ویسکانسین واقع شده‌است.

## خصوصیات
فورست ۹۳٫۵ کیلومترمربع مساحت و ۱٬۱۰۸ نفر جمعیت دارد و ۳۰۹ متر بالاتر از سطح دریا واقع شده‌است.